# Rekviem (Berlioz)
Grande Messe des morts (ali Rekviem), op. 5 je Hector Berlioz komponiral leta 1837. Je eno Berliozovih najbolj znanih del z izjemno orkestracijo lesenih pihal in trobil, vključno s štirimi antifonskimi trobilnimi zasedbami zunaj odra. Delo črpa besedilo iz tradicionalne latinske maše zadušnice. Traja približno devetdeset minut, čeprav obstajajo hitrejši posnetki, krajši od petinsedemdeset minut.

## Okoliščine nastanka rekviema
Glasbeno kompozicijo Rekviem je Hector Berlioz napisal leta 1837, po naročilu francoskega notranjega ministrstva, za izvedbo v spomin na padle v drugi francoski revoluciji leta 1830, vendar se je leta 1837 zgodilo obleganje Constantina v Alžiriji in tako je bila krstna izvedba te velike maše za mrtve izvedena v spomin na padle v tej bitki. Ministrstvo je tudi določilo, da bo premiero v Les Invalides, ki je bila 5. decembra 1838, vodil konservativni dirigent François Antoine Habeneck. Berlioz je v svojih Spominih trdil, da je na premieri dela dirigent François Habeneck odložil dirigentsko palico med dramatično »Tuba mirum« (del stavka »Dies irae«), medtem ko je zaužil ščepec njuhanja, kar je skladatelja spodbudilo k pohitel na podij, da bi sam izvedel preostanek dela in s tem rešil nastop pred katastrofo. Premiera je popolnoma uspela.
Berlioz je delo revidiral dvakrat v svojem življenju, prvič leta 1852, zadnje popravke pa leta 1867, le dve leti pred svojo smrtjo.

## Zasedba
Berliozov Rekviem je monumentalno delo, ne samo zaradi dolžine in števila izvajalcev, temveč tudi zaradi vsebine. Delo je namreč napisano za veliki orkester z dodatnimi ansambli (140 glasbenikov), štirimi dodatnimi trobilnimi skupinami, štirimi gongi, šestnajstimi pavkami, desetimi pari činel, za tenorista in veliki pevski zbor z 80 sopranistkami in altistkami, 60 tenorji in 70 basisti.
V zvezi s številom pevcev in godal Berlioz v partituri navaja, da je »navedeno število [izvajalcev] le relativno. Če prostor dopušča, se lahko zbor podvoji ali potroji, orkester pa se sorazmerno poveča. Toda v primeru izjemno velikega zbora, recimo 700 do 800 glasov, naj se celoten zbor uporablja samo za "Dies irae", "Tuba mirum" in "Lacrimosa", ostali stavki pa so omejeni na 400 glasov.«
Delo je bilo premierno uprizorjeno z več kot štiristo izvajalci.

## Sestava
Berliozov Rekviem (Grande Messe des Morts) ima deset delov:
Introitus (uvod)
1. Requiem aeternam in Kyrie

Sequence
1. Dies irae: Tuba mirum
2. Quid sum miser
3. Rex tremendae maiestatis
4. Quaerens me
5. Lacrimosa dies illa

Offertorium (Darovanje)
1. Domine Jesu Christe
2. Hostias et preces tibi

Sanctus (Svét si ti, Gospod)
Agnus Dei (Jagnje Božje)

## Glasba
Rekviem se začne z naraščajočimi lestvicami za godala, rogove, oboo in angleško glasbo pred zborovskim vložkom. Prvi stavek vsebuje prva dva dela glasbe za mašo (Introit in Kyrie).
Sekvenca se začne v drugem stavku z "Dies irae", ki prikazuje sodni dan. Obstajajo trije zborovski odseki, vsakemu sledi modulacija do naslednjega odseka. Po tretji modulaciji se štirje trobilni ansambli, ki jih je Berlioz določil za vogale odra, pogosteje pa po vsej dvorani, najprej pojavijo z akordom fortissimo E♭ dur, ki se jim kasneje pridruži 16 pavk, dva bas bobna in štirje tam-tami. Glasnemu razcvetu sledi zborovski vložek, "Tuba mirum", močna unisonska izjava zborovskih basov na vrhu njihovega registra, ki jim sledi preostali del zbora. Sledi povzetek fanfar, ki naznanjajo prihod poslednje sodbe ("Judex ergo") celotnega zbora v kanonu v oktavi. Zbor šepeta s pihali in godali, da zaključi stavek.
Tretji stavek, "Quid sum miser", je kratek in prikazuje čas po sodnem dnevu, vključuje pa orkestracijo zbora TTB, dveh angleških korov, osmih fagotov, violončel in kontrabasov. »Rex tremendae« predstavlja drugi vložek trobilnih zborov in vsebuje kontrastno dinamiko zbora. "Quaerens me" je tih a cappella stavek.
Šesti stavek, "Lacrimosa", je v 9/8 taktu, ki zaključuje Sekvenčni del maše, je edini stavek, napisan v prepoznavni sonatni obliki. Dramatičen učinek tega stavka je povečan s postopnim dodajanjem trobil in tolkal.
Sedmi stavek začenja daritev. »Domine Jesu Christe« se začne kot tiha orkestralna fuga, ki temelji na kvazi-modalnem motivu v d-molu. Fuga je prekrita s ponavljajočim se trizvočnim motivom: A, B♭ in A iz zbora, ki prosijo za usmiljenje ob sodbi. Zborovske izjave tega motiva se približno deset minut skoraj do konca prepletajo z razvijajočo se orkestrsko teksturo, ki se mirno zaključi. Sklepni del »Ofertorija«, »Hostias«, je kratek in notiran za moške glasove, osem pozaven, tri flavte in godala.
Deveti stavek, "Sanctus", v D♭-duru, uporablja solo tenorski glas, ki ga spremljajo dolgotrajne note flavte in utišana godala. Utišani ženski glasovi odmevajo v solo vrsticah. Sledi živahna fuga za polni zbor in orkester ("Hosana in excelsis"). Celota se ponovi z dodatkom pianissimo činele in bas bobna v "Sanctus" in precej razširjeno fugo "Hosanna". Berlioz je predlagal, da bi solistični del lahko odpelo deset tenorjev. Zadnji stavek, ki vsebuje dela maše »Agnus Dei« in Communion, vsebuje dolgotrajne akorde pihal in godal. Stavek povzema melodije in učinke iz prejšnjih stavkov, vključno z "Hostias" in "Introit".